# 미쓰모리촌
미쓰모리촌(三森村)은 니가타현 기타칸바라군에 설치되었던 촌이다.